# ボブ・ウールマー
ボブ・ウールマー（Bob Woolmer、1948年5月14日 - 2007年3月18日）はクリケット指導者。

## 経歴
インドのカーンプルに生まれた。彼の父親もクリケット選手であった。ICIに就職した。1970年-1971年シーズンには22歳で南アフリカ共和国のクラブチームのコーチになると1975年に体育教師となるまで続けた。
イングランド代表としてプレイした後、1984年には選手としての第一線から退いた。南アフリカ共和国に渡り当初は高校でクリケットやフィールドホッケーを教えた。その後南アフリカ共和国内のクラブチームの指導を行った。彼は白人のクラブより黒人のクラブでの指導を好んだ。1987年にイングランドに戻ってクラブの監督を務めた後、1994年から南アフリカ共和国代表の監督を務めた。就任1年目は彼の指揮するチームは6戦全敗したが続く5年間チームは大きく勝ち越した。1999年南アフリカ共和国代表監督を辞任した後、イングランド代表監督就任の話が転がってきたが彼は休養を欲しその話を断った。
2004年にパキスタン代表の監督に就任した。
2007年3月18日、クリケット・ワールドカップの代表監督として滞在していたジャマイカのキングストンでアイルランドに敗北した試合の数時間後、ホテルで亡くなっているのが発見された。最初に死因は心臓発作であると発表されたがその後3月22日に窒息死したことがわかると警察は絞殺された疑いで捜査していると公表した。これによって死因はパキスタン代表が格下のアイルランド代表に敗れたことに対する腹いせによる殺人ではないかといった見方が広がった。6月12日に彼の死は自然死であったと発表が修正された。彼の死因に対する捜査にはスコットランドヤードからも刑事が派遣されていた。
なおその発表前の同年6月4日にインドのマヘッシュ・バット監督により事件を基にしたフィクション映画の制作がされることが発表された。